# Nie Rongzhen
Nie Rongzhen (en chino mandarín: 聂荣臻; Wade-Giles: Nieh Jung-chen; Chongqing, 29 de diciembre de 1899 – Pekín, 14 de mayo de 1992) fue un militar y dirigente comunista chino, uno de los diez Mariscales del Ejército Popular de Liberación de China desde 1955 hasta la abolición del rango en 1965. Anteriormente también fue alcalde de Pekín.
Nie fue el último oficial superviviente del EPL con el rango de Mariscal.

## Biografía
Nie nació en Jiangjin, Sichuan (hoy parte de la municipalidad de Chongqing), como el hijo cosmopolita y bien educado de una familia adinerada. A sus 20 años, Nie solicitó matricularse en la  Université du Travail  (Universidad del Trabajo) en Charleroi (Bélgica) con una beca del Partido Obrero Belga, y así pudo estudiar ciencias.

### Inclinaciones políticas
Zhou Enlai, que se encontraba estudiando en Francia junto a otros estudiantes chinos como Deng Xiaoping, pasó una noche en Charleroi y se encontró con Nie. Éste aceptó unirse al grupo de estudiantes chinos en Francia en un programa de trabajo y estudio, donde estudió Ingeniería y se convirtió en un protegido de Zhou Enlai. Se unió al Partido Comunista de China en 1923.
Graduado en la Academia Militar del Ejército Rojo en la URSS y Academia Militar de Whampoa, Nie pasó su carrera inicial primero como oficial político en el Departamento Político de Whampoa, donde Zhou se desempeñó como Director Adjunto, y en el Ejército Rojo Chino.

### Segunda Guerra Mundial
Durante la Segunda Guerra Sino-japonesa, primero se le asignó como comandante adjunto de división de la 115.ª división del 8.º Ejército del Camino, comandado por Lin Biao, y en la década de 1930 le dieron un comando de campo cerca de la fortaleza de Yan Xishan, en Shanxi.

### Guerra civil
En la guerra civil china, Nie Rongzhen comandó la Región Militar de China del Norte, y con su suplente Xu Xiangqian, su fuerza derrotó a las de Fu Zuoyi, de Tianjin, cerca de Beijing. Durante la guerra de Corea, Nie participó en la toma de decisiones de comando de alto nivel, la planificación de operaciones militares y la responsabilidad compartida para la movilización de la guerra. Nie fue nombrado Mariscal del EPL en 1955 y más tarde estuvo al frente del programa nuclear chino.

### Purga y rehabilitación
Fue purgado durante la Revolución Cultural, pero luego fue rehabilitado y fue nombrado vicepresidente de la Comisión Militar Central, que controlaba las fuerzas armadas de la nación, y también fue designado vicepresidente de la Asamblea Popular Nacional. Se retiró en 1987 y murió en Beijing en 1992.

### Vida personal
Nie tuvo una hija con Zhang Ruihua (张瑞华) en 1930, quien fue llamada Nie Li. Fue encarcelada con su madre por el Kuomintang en 1934 y no volvió a ver a su padre hasta 1945. Nie Li es teniente general del EPL y la primera mujer en mantener ese rango.